# Tatort: In seinen Augen
In seinen Augen ist ein Fernsehfilm aus der Krimireihe Tatort. Der vom SWR produzierte Beitrag ist die 1206. Tatort-Episode und wurde am 26. Juni 2022 im SRF, im ORF und im Ersten ausgestrahlt. Die Mainzer Ermittlerin Ellen Berlinger ermittelt in ihrem vierten Fall, ihr Kollege Rascher in seinem dritten Fall.

## Handlung
Bibiana Dubinski stirbt an einem Insulinschock. Dabei fallen bei einer pathologischen Untersuchung Unregelmäßigkeiten auf, weshalb die Polizei verständigt wird. Ellen Berlinger verdächtigt die enge Freundin Bibianas, Charlotte Mühlen, und deren jungen Liebhaber, Hannes Petzold, einen Unfall inszeniert zu haben. Die Verstorbene verfügte über ein sehr hohes Vermögen und hatte Mühlen zur Alleinerbin erklärt. Petzold hatte zuvor eine sechsjährige Haftstrafe verbüßt, da er ältere Menschen betrogen hatte und dabei auch gewaltsam vorgegangen war. Berlinger ist sich sicher, dass er der Täter ist, weil sie es in seinen Augen gesehen haben will. Sie traut ihm nicht, was sie auch versucht Charlotte Mühlen klarzumachen, denn nur durch sie hat er für die Tatzeit ein Alibi.
Zudem hat Hannes Petzold einen Sohn, Enrico, für welchen er vor seiner Haftstrafe das Sorgerecht verloren hatte. Petzold versucht, seinen Sohn wieder an sich zu binden und das Sorgerecht zurückzubekommen.
Nachdem Charlotte Mühlen erfährt, dass ihr Freund auch eine Affäre mit Dubinski hatte, kommt es zum Zerwürfnis und Mühlen zieht enttäuscht ihr Alibi für Petzold zurück. Daraufhin versucht dieser, zusammen mit seinem Sohn Enrico den Tresorinhalt der Verstorbenen zu stehlen. Als er gerade die Treppe aus den Kellerräumen heraufkommt, wird er von Berlinger und ihrem Kollegen Rascher überrascht und nach einer turbulenten Hetzjagd ums Haus von dem an der Schulter verletzt am Boden liegenden Rascher zu Fall gebracht. Berlinger verhaftet Petzold und legt ihm die Handschellen an. Dass sein Sohn auch im Haus war, wurde von den Ermittlern nicht bemerkt.
Trotz des dringenden Tatverdachts spricht sich die zuständige Staatsanwältin für die Freilassung des Verdächtigen aus. Für Berlinger erscheint dies völlig unverständlich und sie beschuldigt  Staatsanwältin Winterstein der Strafvereitelung im Amt. Doch stellt sich später heraus, dass Winterstein von Enrico Thiele erpresst wurde, da er ihre Tochter entführt hatte, um dadurch die Freilassung seines Vaters zu erzwingen. Er hatte auch Dubinski getötet, da er die Affären zwischen ihr und seinem Vater als entwürdigend empfand. 
Als Petzold nach seiner Entlassung zu Charlotte zurückkehren will, findet er seinen Sohn in ihrer Wohnung vor. Mit dem vorher aus dem Tresor entwendeten Gold versucht Enrico, seinen Vater für sich zu gewinnen. Petzold sucht Charlotte und entdeckt sie übel zusammengeschlagen am Boden liegend. Berlinger und Rascher, die Petzold überwacht hatten, dringen in Charlottes Wohnung ein und nehmen Enrico wegen Mordes an Dubinski fest. Berlinger entschuldigt sich am Ende bei Hannes Petzold, dem sie mit ihren Verdächtigungen arg zugesetzt hatte.

## Hintergrund
Der Film wurde unter dem Arbeitstitel Angeklagt vom 26. August 2021 bis zum 28. September 2021 an 23 Drehtagen in Mainz gedreht.
Seine Uraufführung hatte der Film am 22. Mai 2022 beim Rheinland-Pfalz-Tag auf der SWR Bühne am Ernst-Ludwig-Platz in Mainz.

## Rezeption

### Kritiken
Rainer Tittelbach von Tittelbach.tv schrieb: „Fall und Psychologie [dieses Krimis] wirken auf den ersten Blick simpel, doch die Dramaturgie macht das Ganze zunehmend komplexer. Der Film ist nicht chronologisch erzählt, sondern springt immer wieder durch die Zeit. Verantwortlich für diesen Bruch mit den ‚Tatort‘-Gepflogenheiten ist Thomas Kirchner. Der Autor und Schöpfer des Spreewaldkrimis hat die Chronologie sprengende, assoziative Narration in der ZDF-Ausnahme-Reihe perfektioniert. So erfährt man nicht erst – wie in den meisten Ermittlerkrimi – im Showdown, was Sache ist, sondern man wird früh Augenzeuge der Vorgeschichte. Das benötigt etwas Eingewöhnungszeit. Aber das war bei Makatsch als ‚Tatort‘-Kommissarin ja nicht anders.“
Bei der Süddeutschen Zeitung schrieb Claudia Tieschky: „Schatzis haben es halt im deutschen Fernsehen schwer. Seit das Engagement von Heike Makatsch als Berlinger vor sechs Jahren von der ARD als Event gefeiert wurde, ist die Ermittlerin nicht besonders gepflegt worden; sie hat jetzt gerade mal ihren vierten Fall, und in dem verzweifelt sie ziemlich ermüdend an ihrer eigenen Gefühlsverbohrtheit.“
Christian Buß vom Spiegel meinte, der „Autor Thomas Kirchner […] und Regisseur Tim Trageser haben ihren verschachtelten Krimiplot handwerklich solide gebaut und inszeniert – aber im Grunde genommen teilen sie das Problem des verengten Blicks mit ihrer Ermittlungsheldin Berlinger. Mauerblümchen, Männerfresserin, Manikerin – die Frauenfiguren treten hier bei aller Komplexität der Story niemals aus ihrer zementierten Rollenbeschreibung heraus.“
Für swr3 wertete Carola Knape: „Der Tatort ‚In seinen Augen‘ springt durch Rückblenden immer wieder durch die Zeit. Das ist filmisch sehr anspruchsvoll. Wer da nicht von Anfang an aufpasst, verliert schnell den Überblick. Einige Passagen wirken […] dadurch langatmig. Das seltsame Verhalten der Staatsanwältin wird erst ganz am Ende aufgeklärt, einige Zusammenhänge bleiben […] trotzdem unklar.“
Sylvia Staude von der Frankfurter Rundschau kam zu dem Urteil: „dieser Tatort [erzählt] von Frauen, die nicht zu sehr lieben (denn Charlotte liebt wirklich nicht zu sehr), wohl aber wie Berlinger und Winterstein zu sehr in ihrem Beruf aufgehen. Niemand dankt es ihnen. Eher gilt: ‚Niemals macht man einfach nur irgendwas richtig‘, so die weinende Staatsanwältin.“ Die Auflösung des Falls empfand die Kritikerin als recht „überstürzt“ und auch „plötzlich in Action ausbrechenden Nebenhandlung“ bei den vielen „Rückblenden“ waren mitunter anstrengend, aber „dieser Mainz-Tatort überrascht mit seinem durchaus differenziert, durchaus auch beherzt angegangenen Thema.“

### Einschaltquoten
Bei der Erstausstrahlung von In seinen Augen am 26. Juni 2022 verfolgten in Deutschland insgesamt 7,59 Millionen Zuschauer die Filmhandlung, was einem Marktanteil von 29,9 Prozent für Das Erste entsprach. In der als Hauptzielgruppe für Fernsehwerbung deklarierten Altersgruppe von 14–49 Jahren erreichte In seinen Augen 1,25 Millionen Zuschauer und damit einen Marktanteil von 21,7 Prozent in dieser Altersgruppe.